# GT Pro Series
GT Pro Series est un jeu vidéo de course développé par MTO et édité par Ubisoft en 2006 sur Wii. Le jeu inclut plusieurs modes de jeu, comme le championnat, course rapide, contre la montre, versus (jusqu'à 4 joueurs) et dérapage. Les graphismes du jeu sont réalisés en cel-shading.

## Voitures
- ASL Garaiya
- ASL RS01
- Daihatsu Copen L880K
- Daihatsu Midget II K100P
- Daihatsu Move L152S
- Daihatsu Move L902S
- Honda Beat PP1
- Honda Civic Type R EK9 & EP3
- Honda CR-V RD5
- Honda Fit GD3
- Honda Integra Type R DC2 & DC5
- Honda NSX NA2
- Honda NSX-R NA2
- Honda Odyssey RA6
- Honda S2000 AP1
- Honda Stream RN3
- Mazda Atenza GG3S
- Mazda Atenza Sports Wagon GY3W
- Mazda Demio DY5W
- Mazda MPV LWFW
- Mazda Roadster NB8C
- Mazda Roadster Tune NB8C
- Mazda RX-7 FD3S
- Mazda RX-8
- Mazda Savanna RX-7 FC3S & SA22C
- Mazda Tribute EPFW
- Mitsubichi Airtrek Mk. I CU2W
- Mitsubichi Chariot Grandis N84W
- Mitsubishi Colt XSLH
- Mitsubichi GTO Z16A
- Mitsubichi Lancer Evo VII GSR CT9A
- Mitsubichi Lancer Evo VIII GSR CT9A
- Mitsuoka Orochi
- Nissan 180SX S13
- Nissan Cube BZ11
- Nissan Elgrand E51
- Nissan Fairlady 240Z (Mk.I) HS30
- Nissan Fairlady Z (Mk.IV) Z32
- Nissan Fairlady Z (Mk.V) Z33
- Nissan Fairlady Z Tune (Mk.V) Z33
- Nissan March (Mk.III) AK12
- Nissan Presage HU30
- Nissan Silvia (Mk.VI) S14
- Nissan Silvia (Mk.VII) S15
- Nissan Skyline Coupe (Mk.XI) CPV35
- Nissan Skyline GT-R (Mk.III) PGC10
- Nissan Skyline GT-R (Mk.IX) R33
- Nissan Skyline GT-R (Mk.VIII) R32
- Nissan Skyline GT-R (Mk.X) R34
- Nissan Skyline GT-R Tune (Mk.X) R34
- Nissan Stagea BNM35
- Nissan X-Trail PNT30
- Subaru Forester SG5
- Subaru Impreza WRX STI GDB (2 versions)
- Subaru Impreza WRX Sti version VI GC8
- Subaru Legacy B4 BE5
- Subaru Legacy Touring Wagon BH5
- Subaru Traviq
- Suzuki Cappuccino EA21R
- Suzuki Wagon R RR MC21S
- Toyota Alphard MNH10W
- Toyota Altezza SXE10
- Toyota Celica (Mk.VII) ZZT231
- Toyota Celica LB (Mk.I) LB
- Toyota Estima MCR30W
- Toyota Mark II Grande JZX110
- Toyota MR-2 SW20
- Toyota MR-S ZZW30
- Toyota Soarer UZZ40
- Toyota Sprinter Trueno AE86
- Toyota Supra (Mk.IV) JZA80
- Toyota Supra tune (Mk.IV) JZA80
- Toyota Vitz RS NCP10
- Toyota Voltz ZZE137
- Toyota WiLL Cypha NCP70

## Volant
Une "coque" pour Wiimote en forme de volant est inclus dans le pack du jeu. Ce périphérique a été construit par Thrustmaster. Le joueur contrôle la voiture en tournant le volant de gauche à droite, il accélère en avançant le volant vers l'avant et freine en le reculant vers l'arrière. D'autres jeux pourront tirer profit de ce volant s'ils utilisent le même type de contrôle.